# یوکو اراکی
یوکو اراکی (انگلیسی: Yuko Araki؛ زادهٔ ۱۵ دسامبر ۱۹۹۳) بازیگر، و مدل اهل ژاپن است.